# Österreichischer Volleyball-Cup 2005/06 (Männer)
Der Österreichische Volleyball-Cup der Männer wurde in der Saison 2005/06 vom Österreichischen Volleyballverband zum 32. Mal ausgespielt und begann am 22. September 2005 mit der ersten Runde und endete am 30. Januar 2006 mit dem Finale. Der Pokal ging an Hypo Tirol Volleyballteam.

## Teilnehmende Mannschaften
Für den österreichischen Volleyball-Cup haben sich anhand der Teilnahme der Ligen der Saison 2005/06 folgende 35 Mannschaften, die nach der Saisonplatzierung der 1. Bundesliga 2004/05, der Aufstiegsrunde der 1. Bundesliga 2004/05, der 2. Liga Ost 2004/05 und der 2. Liga West 2004/05 geordnet sind, qualifiziert. Teams, die als durchgestrichen gekennzeichnet sind, nahmen am Wettbewerb aus diversen Gründen nicht am Wettbewerb teil oder sind die erste Mannschaften und spielten daher nicht um den Pokal mit. Weiters konnten noch der Landescupsieger, der Landesmeister oder deren Vertreter der Saison 2004/05 teilnehmen.
Die Teilnehmer sind alphabetisch sortiert, Meister oder Cupsieger sind vorangestellt, da keine Abschlusstabelle der Saison 2004/05 vorhanden sind:
| 1. Bundesliga (8) | Aufstiegsrunde zur 1. Bundesliga (3)                                                           | |
| --- | ---------------------------------------------------------------------------------------------- | --- |
| - Hypo Tirol Volleyballteam (T) (M) - hotVolleys Wien - SK Aich/Dob (K) - SG VCA Hypo Niederösterreich (NÖ)                                                                      | - UVC Graz (ST) - TSV Hartberg (ST) - VBK Klagenfurt (K) - SG SVS Sokol (NÖ)                   | - Union Volleyball Arbesbach (NÖ) - SG Enns/Wels (OÖ) - PSV VBG Salzburg (S)                            |
| 2. Liga (12) |                                                                                                | |
| - SK Aich/Dob II (K) - Union Bisamberg (NÖ) - Speedvolley Grafenstein (K) - TS Hohenems (V)                                                                                      | - TuS Kremsmünster (OÖ) - Sportliga Linz (OÖ) - VC Olympia Innsbruck (T) - SU inzingvolley (T) | - VBC Stainach (ST) - SG SVS Sokol (NÖ) - SG hotVolleys II (W) - VBC Weiz (ST)                          |
| Landescupsieger und Landesmeister (12) |                                                                                                | |
| - Sportunion Aschbach (NÖ) - UVC Bruck (ST) - SG VC Döbling/Union Aktiv Brigittenau (W) - VC Gleisdorf (ST)                                                                      | - VC Hausmannstätten (ST) - VBK Klagenfurt II (K) - TI-volley (T) - SG Schwertberg/Perg (OÖ)   | - Volleyballteam Seewalchen (OÖ) - Union Steyr (OÖ) - Sportunion Supervolley Wels (OÖ) - VC Wolfurt (V) |
| Erläuterungen Länderkürzel: (B): Burgenland, (K): Kärnten, (OÖ): Oberösterreich, (NÖ): Niederösterreich, (S): Salzburg, (ST): Steiermark, (T): Tirol, (W): Wien, (V): Vorarlberg |                                                                                                | |

| (M) | amtierender Meister      |
| (C) | amtierender Cupsieger    |
| (N) | Neuaufsteiger der Saison |

## Turnierverlauf

### 1. Runde
| Datum      | Team 1                                | Team 2              | Ergebnis                                |
| ---------- | ------------------------------------- | ------------------- | --------------------------------------- |
| 22.09.2005 | UVC Bruck                             | VC Gleisdorf        | 2:3 (14:25, 15:25, 25:23, 25:19, 13:15) |
| 24.09.2005 | TI-volley                             | VC Wolfurt          | 3:2 (21:25, 25:17, 23:25, 25:23, 15:12) |
| 24.09.2005 | Volleyballteam Seewalchen             | SG Schwertberg/Perg | 3:0 (25:20, 27:25, 25:22)               |
| 25.09.2005 | SG VC Döbling/Union Aktiv Brigittenau | Sportunion Aschbach | 3:0 (25:14, 25:19, 25:22)               |
| 30.09.2005 | VBK Klagenfurt II                     | VC Hausmannstätten  | 3:0 (25:17, 27:25, 25:16)               |
| 30.09.2005 | Sportunion Supervolley Wels           | Union Steyr         | 1:3 (21:25, 25:22, 24:26, 20:25)        |

### 2. Runde
Folgende zwölf Vereine stiegen in die 2. Runde ein:
SK Aich/Dob II, Union Bisamberg, Speedvolley Grafenstein, TS Hohenems, TuS Kremsmünster, Sportliga Linz, VC Olympia Innsbruck, SU inzingvolley, VBC Stainach, SG SVS Sokol Wien, hotVolleys Wien II und VBC Weiz.
| Datum      | Team 1                                | Team 2                    | Ergebnis                                |
| ---------- | ------------------------------------- | ------------------------- | --------------------------------------- |
| 20.10.2005 | VC Gleisdorf                          | Union Bisamberg           | 2:3 (25:22, 25:19, 24:26, 22:25, 10:15) |
| 26.10.2005 | TI-volley                             | Sportliga Linz            | 1:3 (25:15, 21:25, 23:25, 21:25)        |
| 26.10.2005 | SG VC Döbling/Union Aktiv Brigittenau | SK Aich/Dob II            | 3:0 (25:10, 25:11, 25:22)               |
| 26.10.2005 | VBC Weiz                              | VBC Stainach              | 3:2 (25:20, 25:20, 11:25, 21:25, 16:14) |
| 26.10.2005 | TS Hohenems                           | SU inzingvolley           | 3:1 (18:25, 26:24, 25:16, 25:23)        |
| 26.10.2005 | VC Olympia Innsbruck                  | Volleyballteam Seewalchen | 0:3 (17:25, 24:26, 24:26)               |
| 29.10.2005 | Union Steyr                           | TuS Kremsmünster          | 3:2 (25:18, 25:22, 21:25, 22:25, 16:14) |
| 29.10.2005 | SG SVS Sokol Wien                     | hotVolleys Wien II        | 3:0 (25:18, 25:8, 25:19)                |
| 01.11.2005 | Speedvolley Grafenstein               | VBK Klagenfurt II         | 0:3 (18:25, 19:25, 18:25)               |

### 3. Runde
Folgende drei Vereine stiegen in die 3. Runde ein:
Union Volleyball Arbesbach, SG Enns/Wels und PSV VBG Salzburg:
| Datum      | Team 1                                | Team 2                     | Ergebnis                                |
| ---------- | ------------------------------------- | -------------------------- | --------------------------------------- |
| 12.11.2005 | Union Bisamberg                       | VBC Weiz                   | 3:2 (24:26, 25:21, 19:25, 25:23, 19:17) |
| 12.11.2005 | TS Hohenems                           | Volleyballteam Seewalchen  | 3:0 (26:24, 25:22, 25:15)               |
| 13.11.2005 | SG SVS Sokol Wien                     | VBK Klagenfurt II          | 3:0 (25:17, 25:20, 25:17)               |
| 13.11.2005 | Sportliga Linz                        | SG Enns/Wels               | 3:0 (25:13, 25:11, 25:18)               |
| 13.11.2005 | SG VC Döbling/Union Aktiv Brigittenau | Union Steyr                | 3:2 (25:19, 21:25, 27:25, 26:28, 15:9)  |
| 13.11.2005 | PSV VBG Salzburg                      | Union Volleyball Arbesbach | 2:3 (25:19, 25:19, 23:25, 27:29, 11:15) |

### 4. Runde
Folgende sechs Vereine stiegen in die 4. Runde ein:
SK Aich/Dob, SG VCA Hypo Niederösterreich, UVC Graz, TSV Hartberg, VBK Klagenfurt und SG SVS Sokol
| Datum      | Team 1                       | Team 2                                | Ergebnis                               |
| ---------- | ---------------------------- | ------------------------------------- | -------------------------------------- |
| 07.12.2005 | Sportliga Linz               | Union Volleyball Arbesbach            | 0:3 (18:25, 14:25, 23:25)              |
| 07.12.2005 | SG VCA Hypo Niederösterreich | VBK Klagenfurt                        | 1:3 (25:23, 20:25, 18:25, 19:25)       |
| 08.12.2005 | TS Hohenems                  | Union Bisamberg                       | 0:3 (15:25, 19:25, 16:25)              |
| 08.12.2005 | SG SVS Sokol Wien            | SG VC Döbling/Union Aktiv Brigittenau | 1:3 (20:25, 19:25, 25:9, 15:25)        |
| 08.12.2005 | SK Aich/Dob                  | SG SVS Sokol                          | 3:2 (25:23, 27:25, 22:25, 11:25, 15:7) |
| 08.12.2005 | UVC Graz                     | TSV Hartberg                          | 3:2 (20:25, 25:18, 26:24, 22:25, 15:9) |

### Viertelfinale
Folgende zwei Vereine stiegen in das Viertelfinale ein:
Hypo Tirol Volleyballteam  und hotVolleys Wien
| Datum                                 | Team 1                                | Team 2                                 | Ergebnis                  |
| ------------------------------------- | ------------------------------------- | -------------------------------------- | ------------------------- |
| 06.01.2006                            | SG VC Döbling/Union Aktiv Brigittenau | UVC Graz                               | 0:3 (19:25, 16:25, 26:28) |
| 06.01.2006                            | Union Bisamberg                       | hotVolleys Wien                        | 0:3 (14:25, 14:25, 17:25) |
| 06.01.2006 Union Volleyball Arbesbach | VBK Klagenfurt                        | 2:3 (22:25, 30:28, 25:18, 22:25, 8:15) |                           |
| 22.01.2006                            | SK Aich/Dob                           | Hypo Tirol Volleyballteam              | 0:3 (20:25, 21:25, 13:25) |

### Halbfinale
| Datum      | Team 1              | Team 2                    | Ergebnis                         |
| ---------- | ------------------- | ------------------------- | -------------------------------- |
| 29.01.2006 | UVC Graz            | Hypo Tirol Volleyballteam | 0:3 (19:25, 19:25, 11:25)        |
| 29.01.2006 | Hypo VBK Klagenfurt | hotVolleys Wien           | 1:3 (31:33, 13:25, 25:23, 22:25) |

### Finale
| Datum      | Team 1                    | Team 2          | Ergebnis                                |
| ---------- | ------------------------- | --------------- | --------------------------------------- |
| 30.01.2006 | Hypo Tirol Volleyballteam | hotVolleys Wien | 3:2 (25:20, 25:20, 24:26, 23:25, 15:11) |